# 천진반
천진반(天)은 토리야마 아키라의 만화 드래곤볼 애니메이션의 등장 인물이다. 이름의 유래는 일본의 중화풍 요리 중 하나인 덴신한.

## 행적
- 일본 : 스즈오키 히로타카, 야마데라 코이치, 마도노 미츠아키(게임『드래곤볼Z 버스트 리미트』이후), 미도리카와 히카루(『드래곤볼 카이』)
- 대한민국 : 박준원(대원방송 재더빙), 이인석(대원방송), 이주창(투니버스), 신용우(투니버스 극장판 목숨을 건), 김장(투니버스 극장판 손오공의 신기한 대모험, 푸른별 지구의 위기), 이재용(SBS), 정동열(비디오 Z), 이정구(비디오 오리지널 및 극장판)

학도사의 전 제자. 초기 오공의 라이벌. 오공이나 피콜로 대마왕과의 투쟁을 거쳐 동료가 된다. 우주인·3눈족의 혈통을 받고 있어 이마에 제3의 눈이 있다.(이마에 있는 눈은 영구적으로 감기지 않는다.) 다채로운 기술의 소유자. 스토리 후반에서는 메인 캐릭터들과 차이가 벌어지지만, 마인 부우편에서는 차오즈와 등장하여 그 존재감을 나타냈다